# 大龍峒包公廟

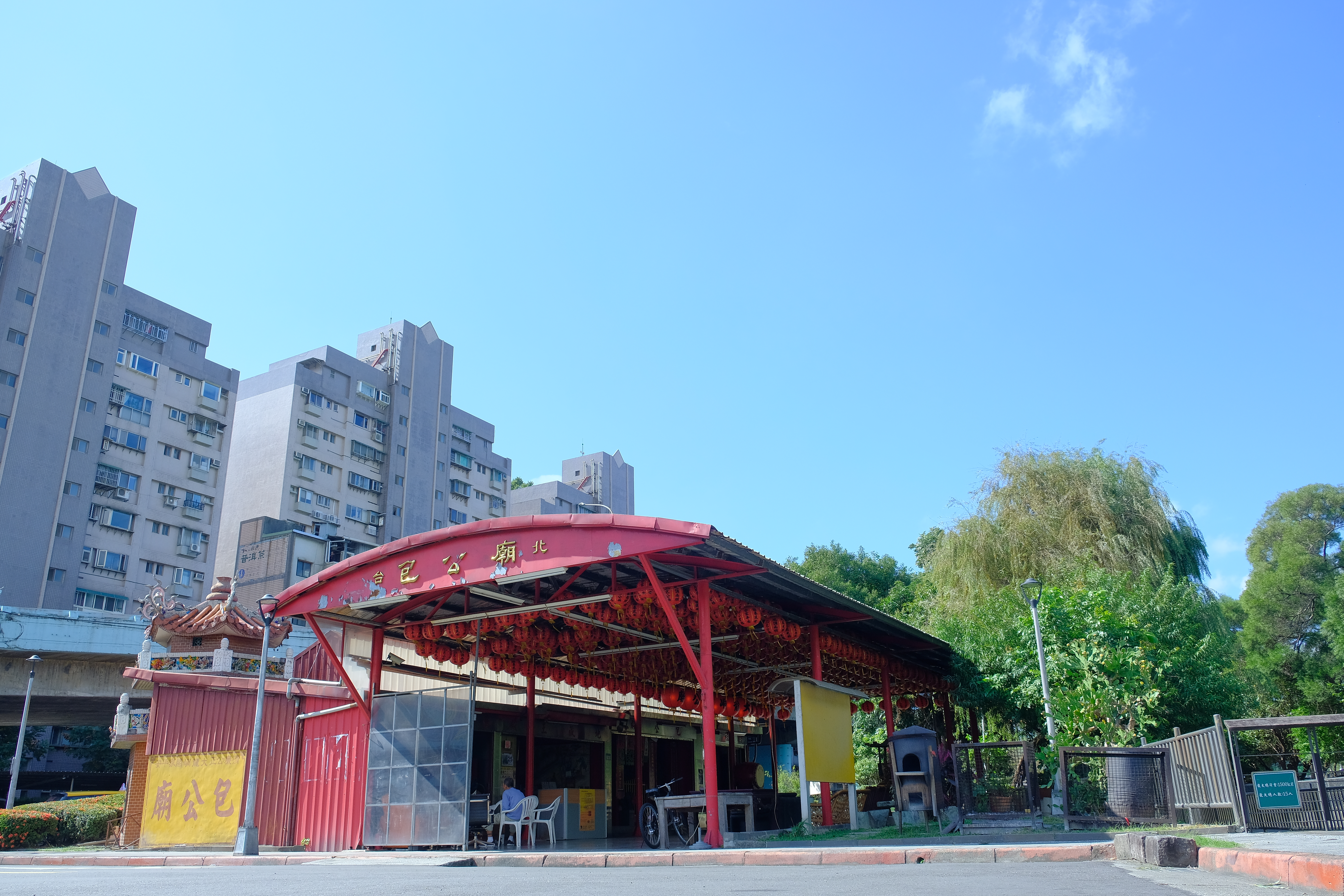
大龍峒包公廟外觀

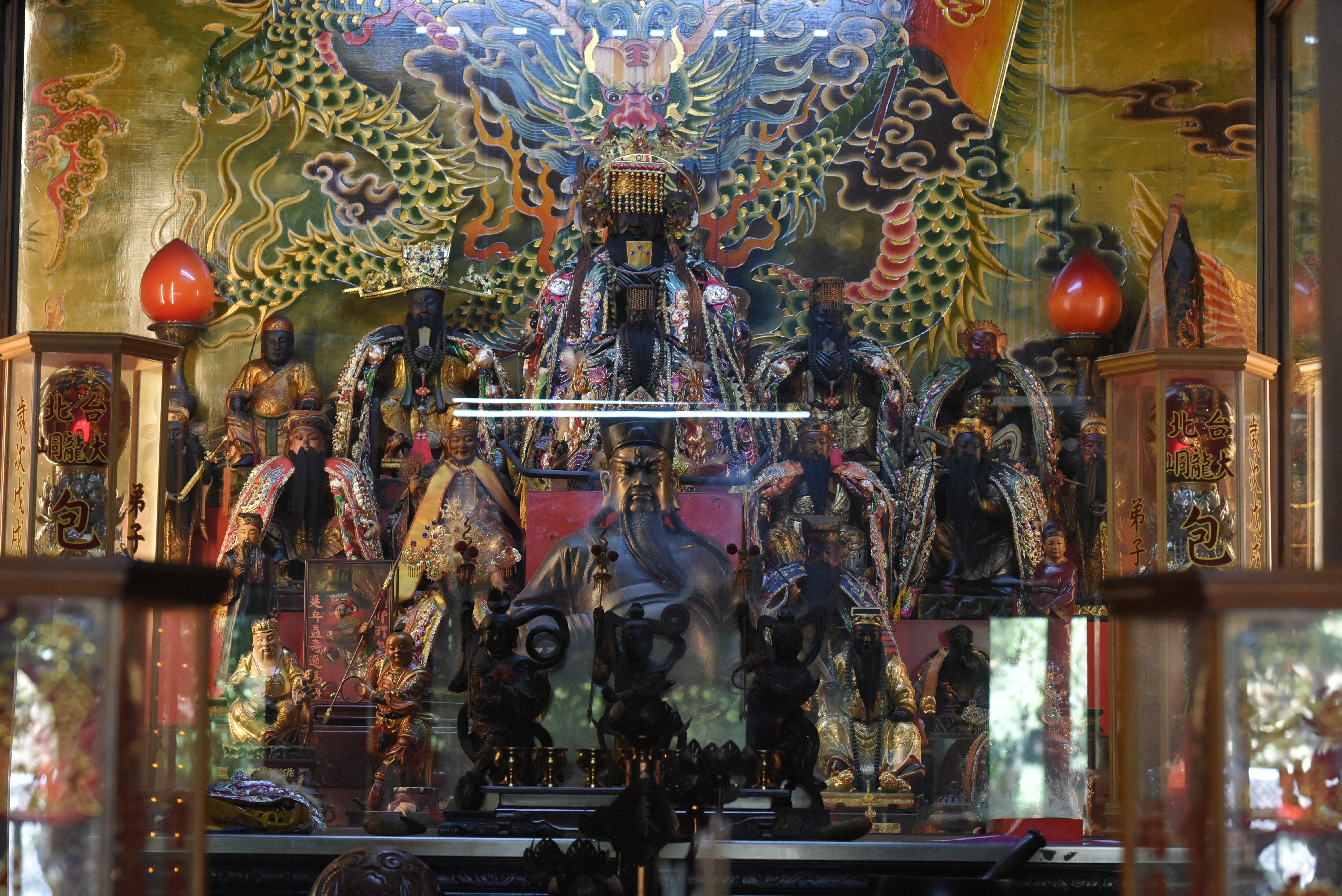
大龍峒包公廟眾神

大龍峒包公廟，地址為台北市大同區重慶里敦煌路71號。主祀包青天，配祀觀音佛祖，地藏王菩薩，為台灣北部少數包公廟。

## 概要
位於敦煌1號綠地公園上。使用鐵皮搭建而成的廟宇。中山高速公路重慶北路交流道下方。